# Alejandro Valentín
Alejandro Valentín (* 1966 oder 1967) ist ein uruguayischer Gewichtheber.
Alejandro Valentín begann seine Gewichtheberlaufbahn 1984. Er nahm mit der uruguayischen Mannschaft an den Südamerikaspielen 1986 in Chile teil. Dort gewann er in der Gewichtsklasse bis 52 kg die Silbermedaille im Stoßen. Im Folgejahr wurde er Südamerikameister bei den Junioren. 1988 wiederholte er diesen Triumph in der Herren-Kategorie. 1994 war er erneut Mitglied des Teams bei den Südamerikaspielen 1994 in Valencia und holte in der Klasse bis 59 kg Bronze sowohl im Stoßen als auch im Zweikampf. Bei den Panamerikanischen Spielen 1995 in Mar del Plata gehörte er ebenfalls dem uruguayischen Aufgebot an. 2005 stellte Valentín in der Masters-Kategorie der über 35-jährigen in der Gewichtsklasse bis 62 kg einen Südamerika-Rekord auf, der auch 2007 noch Bestand hatte. Er hatte 95 kg gerissen und 123 kg gestoßen. Dies reichte auch zum Gewinn des Südamerikameistertitels. Bis zu jenem Jahr wurde er zudem insgesamt 15-mal Uruguayischer Meister. 2007 nahm er im Alter von 40 Jahren erstmals an einer Weltmeisterschaft teil und wurde Weltmeister in der Masters-Klasse (40 bis 44 Jahre) bis 62 kg. Valentín, der von Beruf Finanzbeamter in der Banco de Previsión Social ist, lebt mit seiner Frau und der Tochter in Manga. Er hat zudem einen volljährigen Sohn.